# Château de Favria
Le château de Favria (en italien : Castello di Favria) est un ancien château-fort situé dans le commune de Favria au Piémont en Italie.

## Histoire
Le château remonte au XIIe siècle. Il appartient pendant beaucoup de temps aux marquis du Monferrat, dont il protège les domains. En 1446 Guillaume VIII de Montferrat veille au renforcement du château, ce qui serve d'élan au développement du village de Favria.
La propriété passe ensuite aux Solaro di Govone, qui transforment le château en une élégante résidence. Il reste aujourd'hui une propriété privée,.

## Description
Le château se trouve dans le centre-ville de Favria et est entouré d'un grand jardin privé.

## Galerie d'images

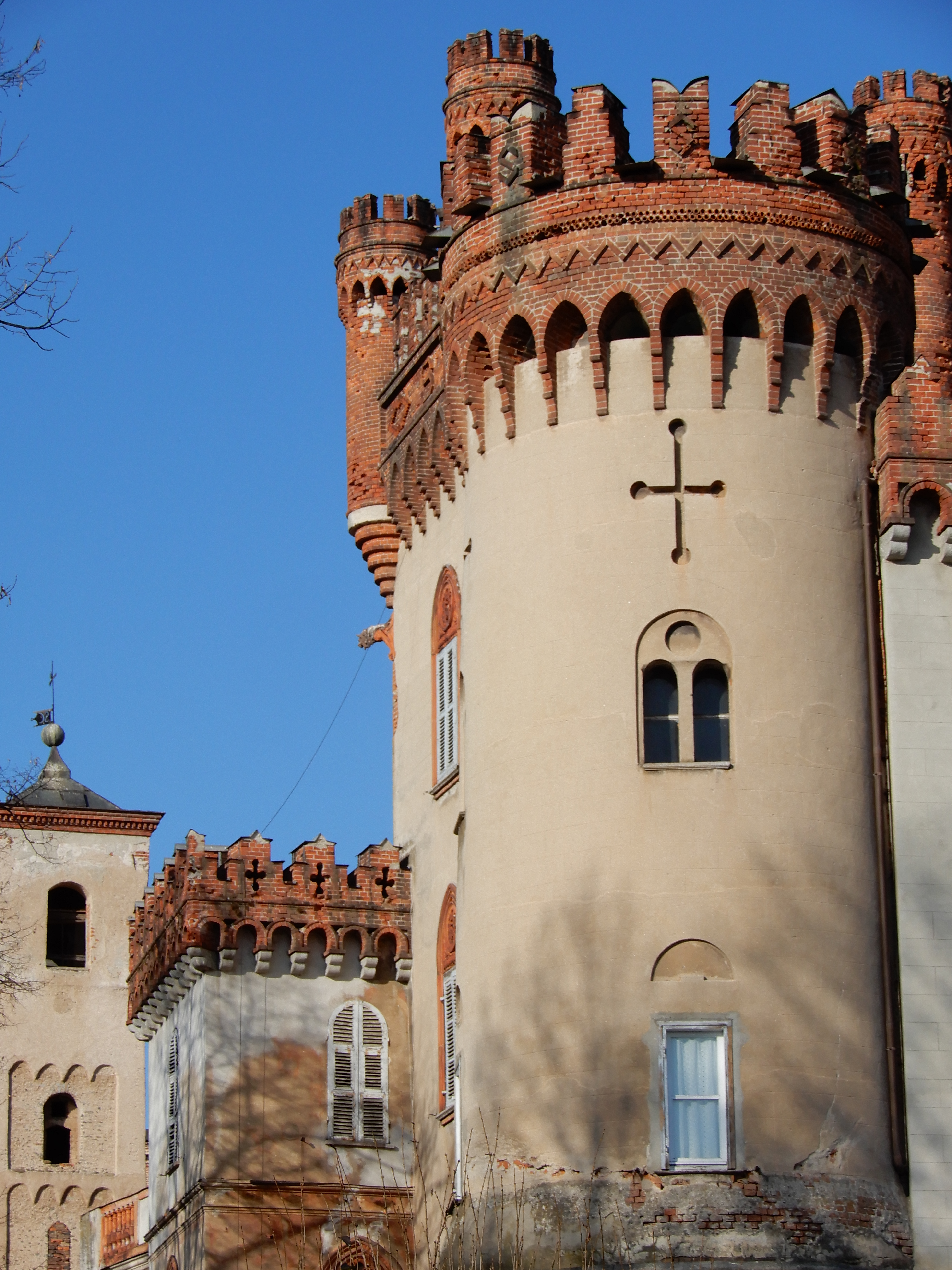
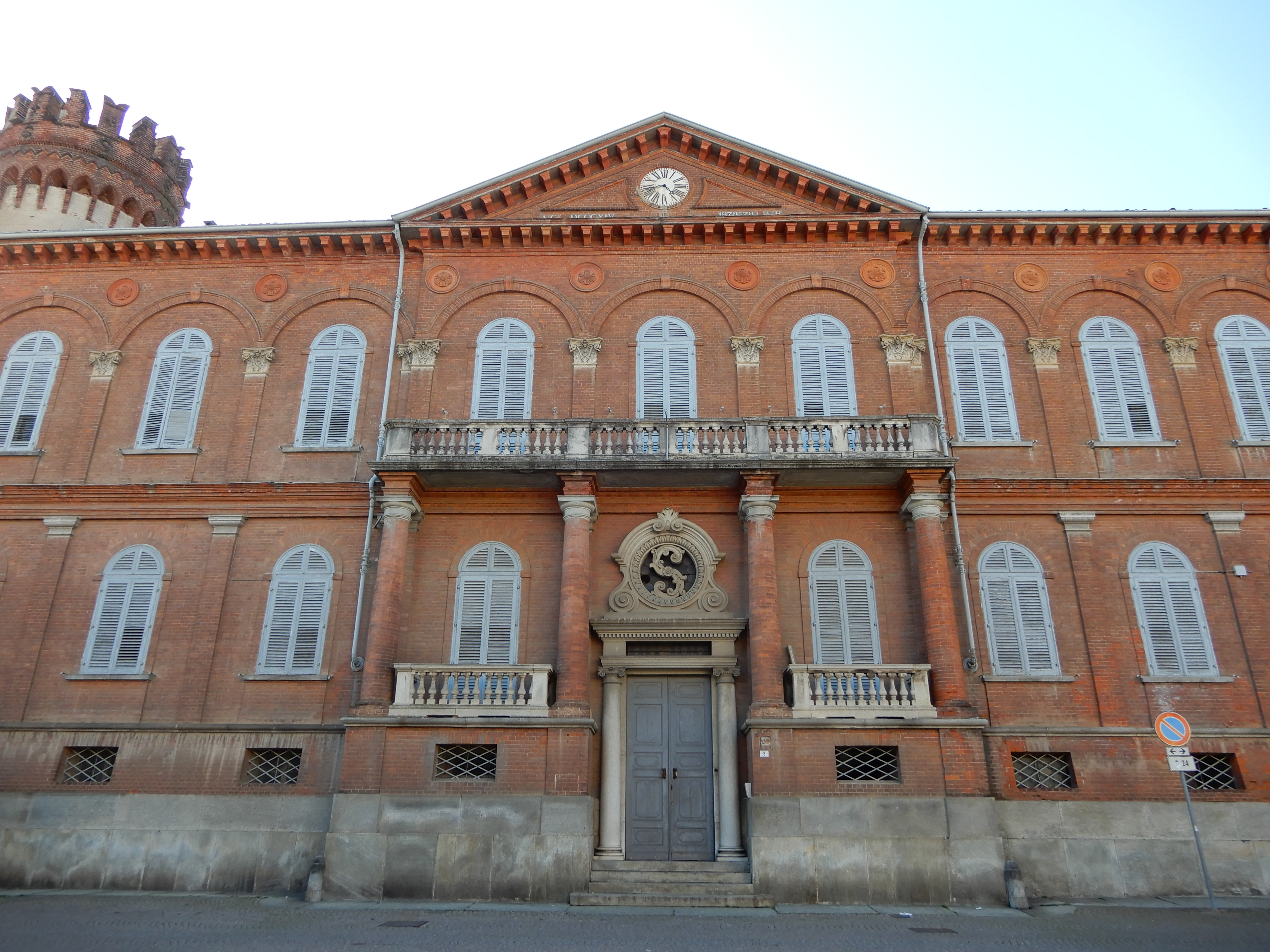
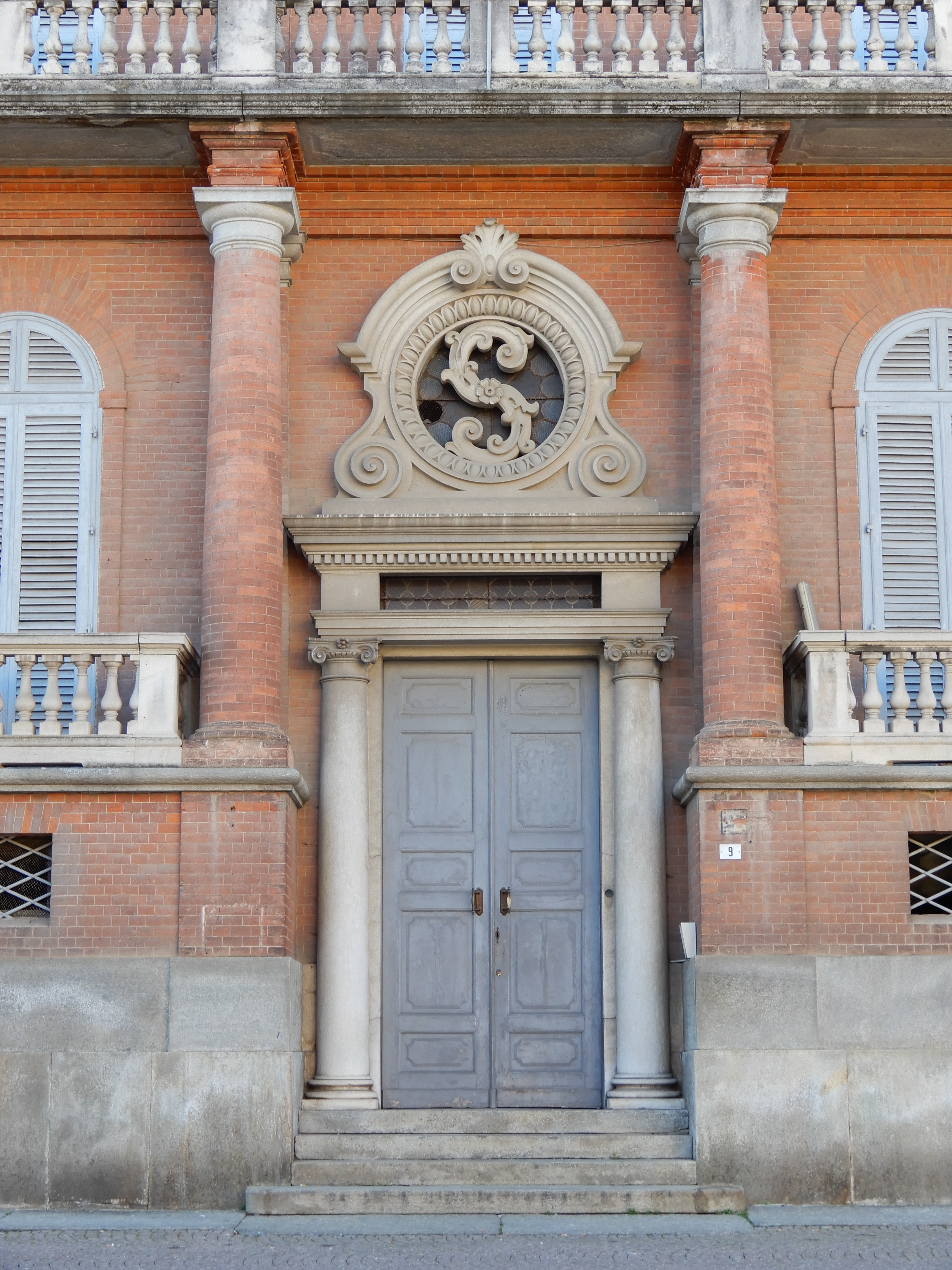